# Folkestone White Horse
Folkestone White Horse är en fornlämning i Storbritannien. Monumentet invigdes i juni 2003, och är synlig från Kanaltunnelns mynning. Den knappt 100 meter långa hästen är utförd av ca 50 cm breda kalkstensfyllda diken, och skapades för att uppmärksamma Folkestone-området.  Den ligger i grevskapet Kent och riksdelen England, i den sydöstra delen av landet, 100 km sydost om huvudstaden London. Folkestone White Horse ligger 146 meter över havet.
Terrängen runt Folkestone White Horse är huvudsakligen platt, men den allra närmaste omgivningen är kuperad. Havet är nära Folkestone White Horse åt sydost.  Närmaste större samhälle är Ashford, 19,1 km väster om Folkestone White Horse. 